# 14.º Regimento de Artilharia de Campanha
O 14º Regimento de Artilharia (em inglês:  14 Field Artillery Regiment) foi uma unidade de artilharia sul-africana cujo nome foi usado duas vezes. O regimento foi restabelecido em Potchefstroom em 1974 e era uma unidade em tempo integral responsável pela formação de militares da Força Permanente e do Serviço Nacional.

### Insígnias de uniforme

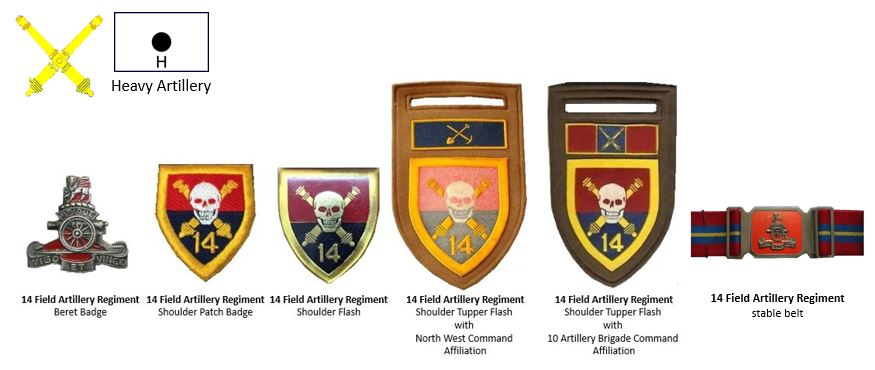
Insígnias do 14º Regimento de Artilharia de Campanha da era da SADF.

## História

### O 14º Regimento de Campanha original
O 14º Regimento de Campanha (em inglês:  14 Field Regiment) foi inicialmente formado em Belém, no Estado Livre de Orange, em 1962, com apenas uma Bateria, ou seja, a 143ª Bateria com um contingente de Regimentos de Comandos para seu treinamento básico e individual nas peças G1 e G2 com treinamento básico adicional em armas menores, tais como os morteiros de 60 e 81mm, bem como metralhadoras calibre .50. Durante outubro de 1967, o 14º Regimento de Campanha foi transferido para Potchefstroom, onde foi dissolvido em 7 de novembro de 1967 e suas estruturas incorporadas ao 4º Regimento de Artilharia. Sua bateria operacional em Walvis Bay foi renomeada como 43ª Bateria de Walvis Bay (em inglês:  43 Battery Walvis Bay).

### Renascimento do 14º Regimento de Campanha
Em 13 de maio de 1974, a unidade foi reativada e renomeada como 14º Regimento de Artilharia de Campanha e localizada fora de Potchefstroom em setembro de 1974.

### Novos requisitos
A SADF estava interessada no sistema de morteiros de 120mm e na ativação de uma bateria de artilharia aerotransportada. Houve também ênfase na obtenção de canhões de 155mm. Artilheiros do 14º Regimento de Artilharia de Campanha foram, portanto, enviados a Israel para treinamento no morteiro Soltam 120mm das Forças de Defesa de Israel.

### Estrutura
O 14º Regimento de Artilharia compreendia o seguinte:
- Um Quartel-General do Regimento,
- 141ª Bateria, Bateria Aerotransportada
- FOU (Forward Observation units / unidades de observação avançada), anexadas à 141ª Bateria
- 142ª Bateria,
- 143ª Bateria,
- 2 baterias médias,
- 144ª Bateria (que se tornou a primeira bateria de artilharia aerotransportada e posteriormente alocada para a 44ª Brigada Paraquedista)
- 32ª Bateria de Localização.

### Operações
O 14º Regimento de Artilharia participou da Operação Savana, em Angola, e forneceu a primeira tropa de canhões de 25 libras. A partir de então, esteve envolvida na maioria das operações da Guerra de Fronteira. O 14º Regimento de Artilharia foi organizado sob a 10ª Brigada de Artilharia de 1983 em diante para as operações finais.